# Jean Cremet
 (novembre 2011).
Pour les articles homonymes, voir Cremet.
Jean Cremet, alias L'Hermine rouge, ou encore Le Petit Rouquin, né le 17 décembre 1892 à La Montagne (Loire-Atlantique) et mort le 24 mars 1973 à Bruxelles, est un militant communiste français, agent des services de renseignement soviétiques.

## Biographie

### Jeunesse et études
Jean Crémet naît le 17 décembre 1892 à La Montagne. Il est le fils de Jean Crémet, chevalier de la Légion d'honneur, et de Florence Thibaud-Justin.
Il entre âgé de 15 ans comme apprenti chaudronnier à l'arsenal d'Indret, avant d'y devenir ouvrier chaudronnier, devenant vite un militant syndical actif.
Il est le type même du militant anarcho-syndicaliste révolté contre le patronat et toutes les autorités en général, adepte à ses heures de la bande à Bonnot. Intelligent, plein d'énergie, il a été avant 1914 un militant syndical puis un militant socialiste actif. Mobilisé en 1914, envoyé au front, blessé, il sort de la Première Guerre mondiale au comble de la révolte face à l'absurdité du massacre.
Il a un enfant.

### Engagement communiste
Il opte presque naturellement pour la SFIC lors du congrès de Tours. Premier animateur de la fédération communiste de la Loire-Atlantique, il est vite remarqué par les émissaires de l'Internationale Communiste et leur patron, Dmitri Manouilsky. Au mois de mai 1923, deux militants communistes de second plan en France, sont conviés à Moscou par Dimitri Manouilsky : Nguyen Aï Quoc, le futur Hô Chi Minh et Jean Cremet. En février 1923, le militant annamite avait fait paraître une petite annonce pour des travaux artistiques qui constituaient son gagne-pain, dans le journal dont Cremet était l'un des animateurs, La Bretagne communiste. Dès 1924, il est nommé secrétaire général adjoint du PCF et, en 1925, Staline en personne le recommande aux Camarades français.
Il se dépense sans compter dans l'organisation du PCF en province et surtout dans la campagne des communistes contre la guerre du Rif au Maroc. En 1926, il est nommé secrétaire du comité exécutif de l'Internationale à Moscou et voyage en Égypte, puis en Syrie.

### Espionnage
À Paris, Cremet, conseiller municipal du 14e arrondissement et secrétaire général du PC, anime un vaste réseau d’espionnage au service de l’Union soviétique. Parallèlement, et secrètement, il se fait contacter par les services soviétiques qui lui demandent de monter un réseau d'espionnage dans les arsenaux français visant en particulier les fabrications de guerre. En 1927, à la suite de dénonciations, la Sûreté française a vite fait de repérer et d'arrêter tout le réseau, y compris ses responsables soviétiques à Paris.

### La Russie, l'Asie
La Sûreté française à ses trousses, il trouve refuge avec sa maîtresse à Moscou où, après avoir été le représentant français à l'Exécutif du Komintern, il s'oppose à Staline et à l'expulsion de Trotsky. Lui sauvant la mise, Dmitri Manouilsky, chef de l'appareil technique du Komintern, l'envoie entreprendre de multiples missions clandestines en Europe, puis en Asie. En 1929, après quelques missions secrètes en Europe (en Angleterre, en Tchécoslovaquie, en Allemagne) et au Moyen-Orient, quelques séjours en sanatorium, où il soigne une tuberculose, et quelques sessions de formation dans des centres spécialisés, il est envoyé à Shanghai comme l'un des principaux responsables de l'Internationale pour l'Extrême-Orient (Chine, Corée, Japon, Indochine). Il est envoyé en Chine, au Japon et en Indochine pour aider à organiser des mouvements communistes locaux. Il travaille entre autres avec Hô Chi Minh, et les chefs chinois Zhou Enlai et Deng Xiaoping. Lors du démantèlement des réseaux du Komintern à Shanghai, Hong Kong et Singapour en 1931, il disparaît.

### La disparition
Confronté aux coups terribles que les nationalistes portent aux communistes des grandes villes chinoises, déçu de la tournure des événements à Moscou, il décide de rompre avec les communistes. Connaissant les mœurs staliniennes et ce qui pouvait lui en coûter, il décide de plonger dans une « clandestinité de la clandestinité ». Lors d'une ultime mission en Chine, au cours de laquelle il alimente en armes les maquis de Mao Zedong dans le Guangxi, il disparaît de façon mystérieuse.
Le 6 février 1936, les services de sécurité français relatent dans une lettre que « Suivant des bruits en provenance de Moscou qui circulent depuis 24 heures dans les milieux dirigeants du Parti communiste, le militant Cremet, Jean, aurait été assassiné dernièrement par l'Intelligence service, alors qu'il se rendait en Chine pour y accomplir une mission que lui avait confiée le Komintern ».
Pendant soixante ans, on le dit mort. Une thèse revient plus souvent que les autres : celle d'un assassinat perpétré par les services spéciaux soviétiques ; un meurtre découlant de son opposition à Staline. En réalité, il n'en était rien. Cremet a lui-même simulé sa mort. Et il fait tout par la suite pour se faire oublier.

### Malraux et sa vie en Belgique
À l'été 1931, André Malraux et Clara Malraux l'aident à rejoindre l'Europe pour y prendre une nouvelle identité (il devient un des personnages de La Condition humaine, le roman chinois de Malraux). De retour en France, via les États-Unis, Cremet change d'identité pour se fixer en Belgique où il vit à partir de 1931 avec son amie Louise Clarac sous un nom d'emprunt de « Gabriel Pierre Peyrot » obtenu par la mairie de Saint-Julien. Il y travaille en tant qu'employé à la Société belge des appareils de contrôle, menant une vie tranquille d'employé modèle, puis de retraité.

### La Seconde Guerre mondiale et sa mort
À Barcelone, il défend la République espagnole, rencontre George Orwell, puis réapparaît dans L'Espoir, le nouveau livre de Malraux.
Après avoir dirigé un réseau de résistance antinazie dans la Somme, il retourne à Bruxelles.[réf. nécessaire]
Il meurt à Bruxelles le 24 mars 1973 sans que sa véritable identité ait été percée de son vivant.
La décision de donner son nom à une rue de sa commune natale a provoqué une polémique.